# 2106 Hugo
2106 Hugo este un asteroid din centura principală, descoperit pe 21 octombrie 1936, de Margueritte Laugier.